# Blindsee
Blindsee este un lac de munte aflat într-o vale de mai jos de Pasul Fern din landul Tirol (Austria), în apropiere de granița Austriei cu Germania. Lacul se află la o altitudine de 1093 de metri și are o adâncime maximă de 25 de metri. El este cunoscut pentru apele sale clare, care-l fac potrivit în special pentru scufundări. Cel mai apropiat oraș este Biberwier, situat la 3 kilometri nord-est, pe al cărui teritoriu se află lacul. În partea de sud a lacului trece Fernpassstraße, care se îndreaptă în direcția nord prin tunelul Lermooser către Lermoos. De pe malul lacului se poate vedea masivul Zugspitze, aflat la aproximativ 16 km nord.
În februarie 1984, după căderi masive de zăpadă, versantul de pe latura de nord a lacului s-a prăbușit. Copacii, crengile și rădăcinile au căzut pe gheața lacului înghețat, care s-a spart la scurt timp după aceea. Trunchiurile scufundate ale copacilor, împreună cu apa limpede a lacului de munte, fac ca Blindsee să fie foarte popular în rândul amatorilor de scufundări.

## Imagini

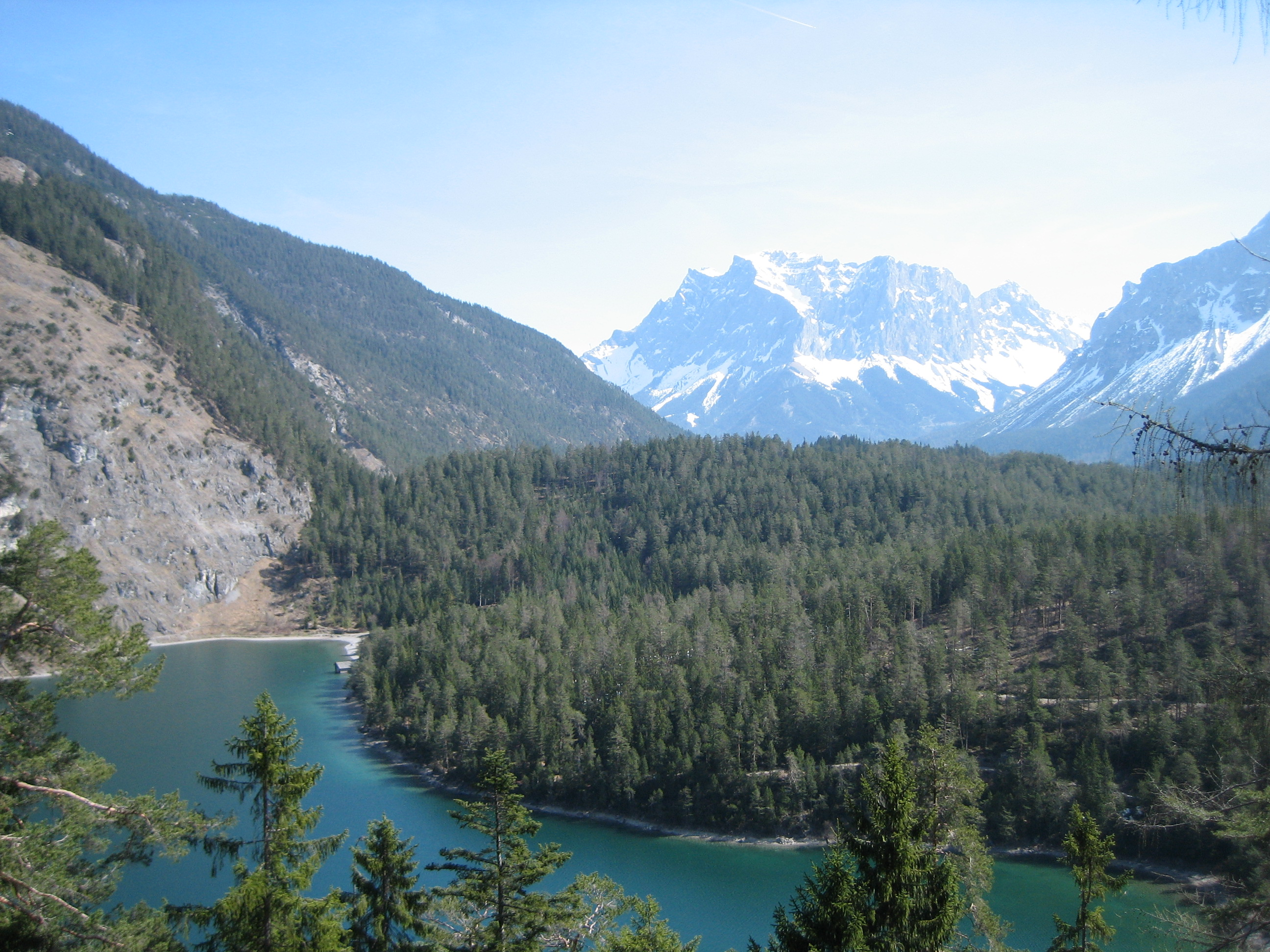
Blindsee şi Zugspitze
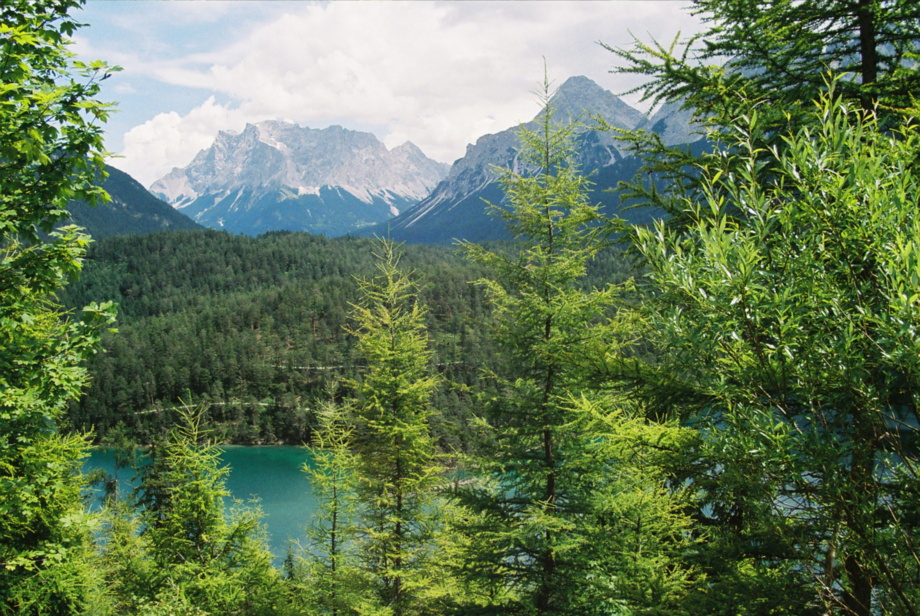
Vedere din Pasul Fern (1212 m) înspre est cu lacul Blindsee (1093 m) şi masivele Zugspitze (2962 m) şi Ehrwalder Sonnenspitze (2417 m).
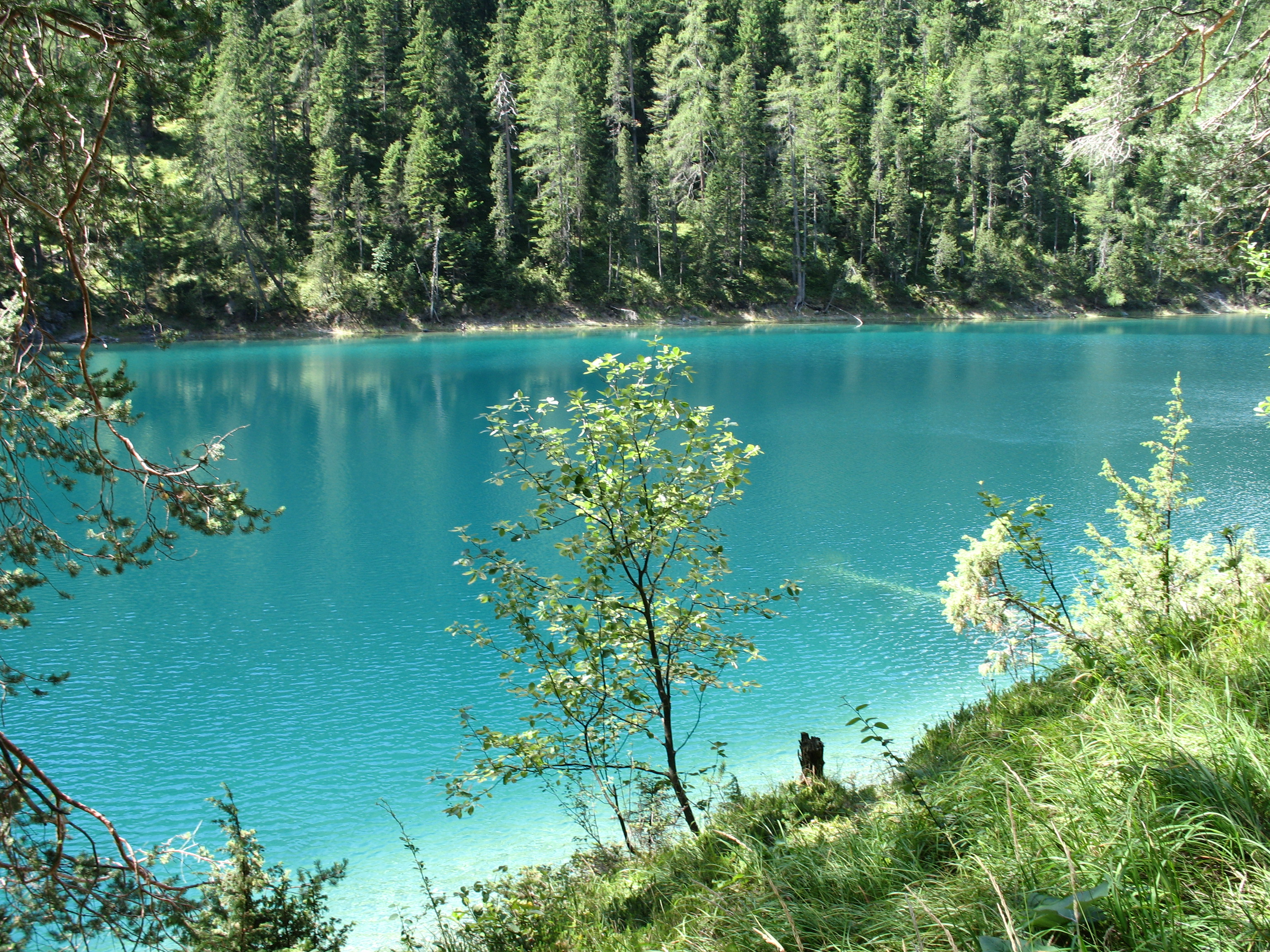
Blindsee
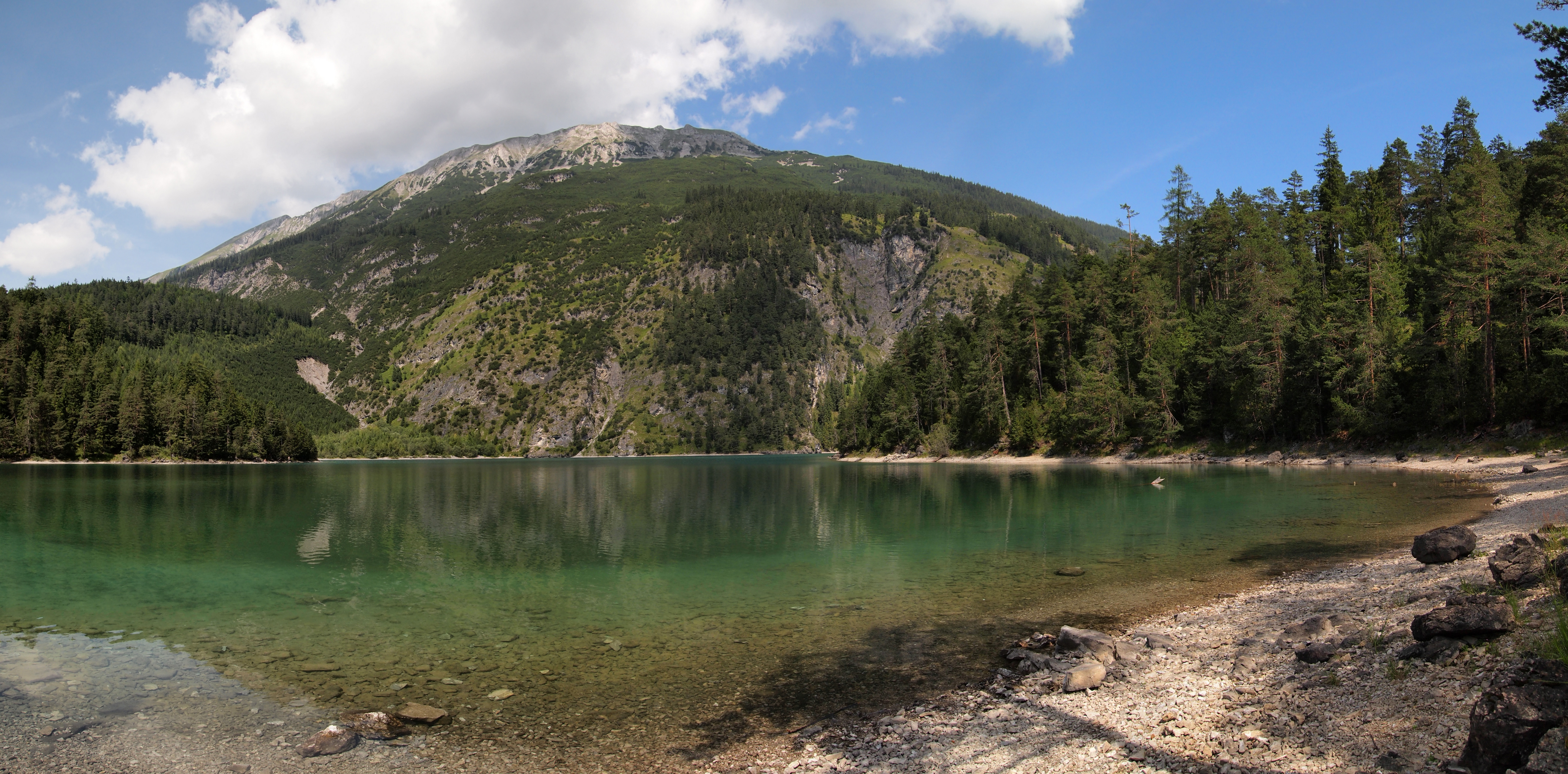
Blindsee